# Dead Space 2 Original Soundtrack
Dead Space 2 Original Soundtrack — официальный саундтрек к игре Dead Space 2, который был выпущен 25 января 2011 года Electronic Arts. Альбом Collector’s Edition  является частью специального издания игры; он содержит в себе 18 композиций, созданных Джейсоном Грейвсом. До этого был выпущен ещё один альбом Dead Space 2 Original Videogame Score, в котором было 14 композиций. Все произведения созданы в исполнении оркестра «Скайуокер Симфони» (англ. Skywalker Symphony Orchestra), который также участвовал в создании саундтрека к Dead Space.

## Создание и запись
В интервью составитель саундтрека Джейсон Грейвс сказал следующее:
Оригинальная игра Dead Space была очень клаустрофобной, а музыка в ней очень хаотичной и не поддающейся контролю. Я хотел сделать музыку для Dead Space 2 более сосредоточенной. В итоге, для записи потребовалось использовать больше оркестровых инструментов для достижения некоего более высокого чувства.
Оригинальный текст (англ.)The original Dead Space was very claustrophobic, and the music had a very chaotic, out-of-control sound to it. I wanted the music for Dead Space 2 to sound bigger and more focused than the original. So the score makes use of more instruments in the orchestra to convey that larger-than-life feeling.
Говоря о записи музыки и её отражения в характере Айзека, Джейсон сказал: «Айзек, безусловно, имеет более определённый характер в сиквеле. Я использовал струнный квартет, который является противоположностью большого оркестра для того, чтобы отразить уязвимости и развитие характера персонажа на протяжении всей игры.» Он также сказал, что лейтмотив Айзека был выстроен по нотам в порядке D, E, A, D (ре, ми, ля, ре), благодаря которым он объективно раскритиковал свои произведения в первой части игры.
В официальном пресс-релизе Electronic Arts Джейсон сказал: «Запись действительно создает гамму звуков на протяжении времени игры. В ней звучат пугающие моменты, которые сбалансированы мягкими, более персональными. Я использовал струнный оркестр для того, чтобы изобразить уязвимость в характере Айзека Кларка. Это довольно таки эмоциональный персонаж, однако, конечно, созданный в стиле „Dead Space“».
В интервью Film Music Magazine и Square Enix Music композитор ответил, что при создании ориентировался на саундтрек к первой части, а также на классическую музыку XX века — Белы Бартока, Дьёрдя Лигети, Кшиштофа Пендерецкого и Игоря Стравинского. При этом он не опирался на работы в мире кино или телевидения. Три месяца Грейвс пытался понять, что делать и пришёл к выводу: взять за основу агрессивное оркестровое сопровождение Dead Space, немного подтянуть и уточнить ритм, выдать больший динамический диапазон, придавая мотивации Айзека конкретный характер. Для церкви юнитологии использовались колокола. Струнный квартет играет, когда Кларк разговаривает с призраком своей девушки, пытаясь примириться с виной прошлого, а это уже интимный момент. Всё восходит к психологии страха перед неизвестным, поэтому звучание воспринимается иначе: «Я также должен быть осторожен, потому что когда иду на другой саундтрек сразу после исполнения Dead Space, то в итоге слышу: „Знаете, эта музыка действительно великолепна. Но не слишком ли темно?“».

## Список композиций
Вся музыка написана Джейсоном Грейвсом.
| №                   | Название                                      | Длительность |
| ------------------- | --------------------------------------------- | ------------ |
| 1.                  | «Isaac, Are You There?»                       | 5:16         |
| 2.                  | «Padded Room With a View»                     | 3:11         |
| 3.                  | «Hospital Escape»                             | 2:20         |
| 4.                  | «The Cassini Towers»                          | 3:58         |
| 5.                  | «Fear of Flying»                              | 4:03         |
| 6.                  | «It Had to Be Unitology»                      | 5:16         |
| 7.                  | «Isaac Get Your Gun»                          | 1:48         |
| 8.                  | «Titan Station Elementary»                    | 3:44         |
| 9.                  | «Class Dismissed»                             | 2:40         |
| 10.                 | «East of the Sun and West of the Solar Array» | 2:09         |
| 11.                 | «Administring Control»                        | 2:46         |
| 12.                 | «Start Spreading the Limbs»                   | 2:31         |
| 13.                 | «You Got to My Head»                          | 1:15         |
| 14.                 | «The Government Sector»                       | 2:41         |
| 15.                 | «Canonical Aside»                             | 1:56         |
| 16.                 | «War and Pieces»                              | 2:45         |
| 17.                 | «Convergence Delayed»                         | 3:46         |
| 18.                 | «Lacrimosa»                                   | 8:10         |
| Общая длительность: | Общая длительность:                           | 60:15        |

Трек 15 Canonical Aside является анаграммой — Айзек и Николь.